# Musée Grévin Montréal
Musée Grévin Montreal was een wassenbeeldenmuseum in de Canadese stad Montreal en bevond zich in het winkelcentrum Centre Eaton de Montréal. Het museum was eigendom van Compagnie des Alpes. Het wassenbeeldenmuseum opende op 17 april 2013 als tweede locatie van het Musée Grévin in Parijs. Op 16 september 2021 werd het gesloten.

## Afbeeldingen

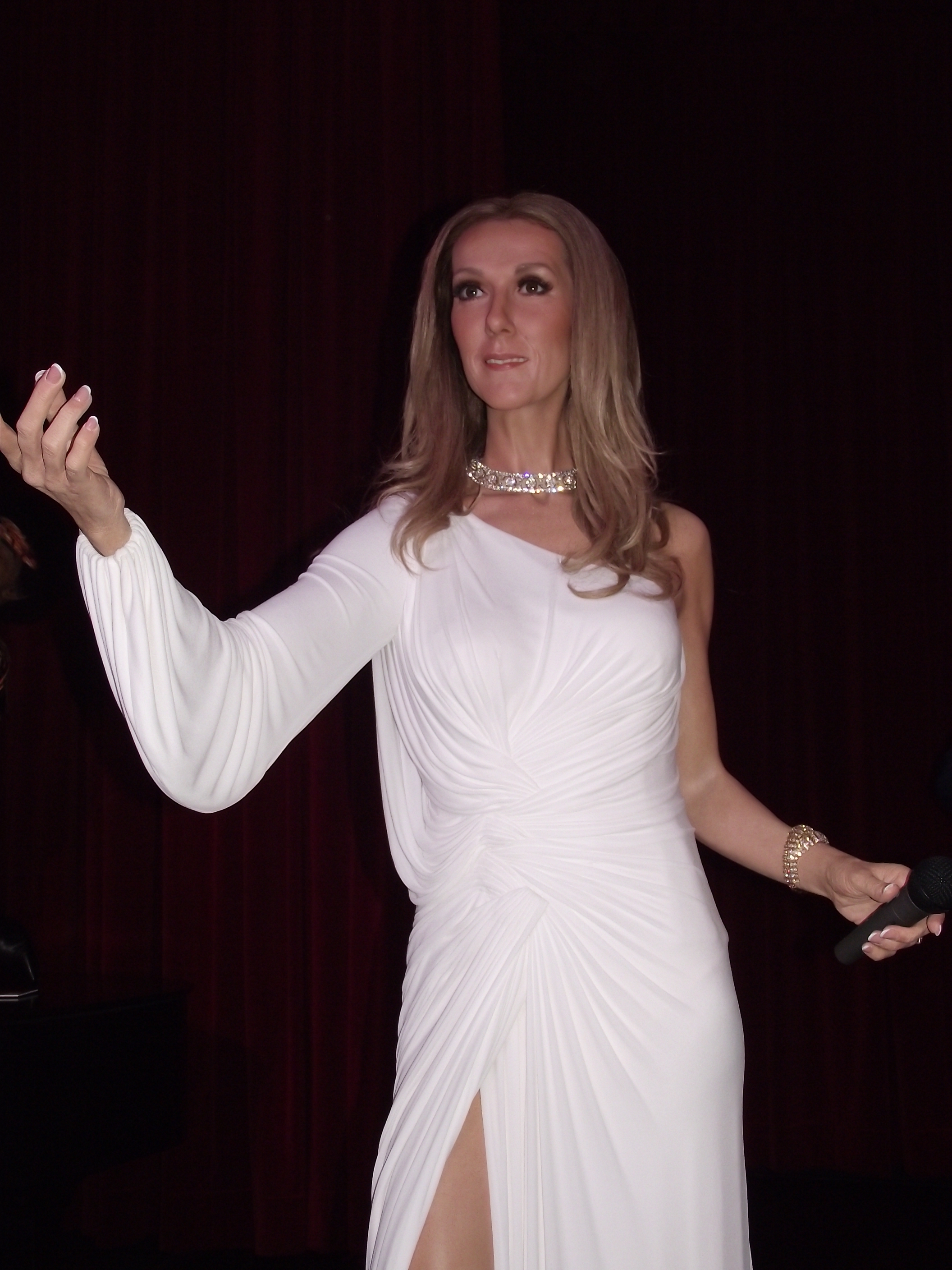
Céline Dion
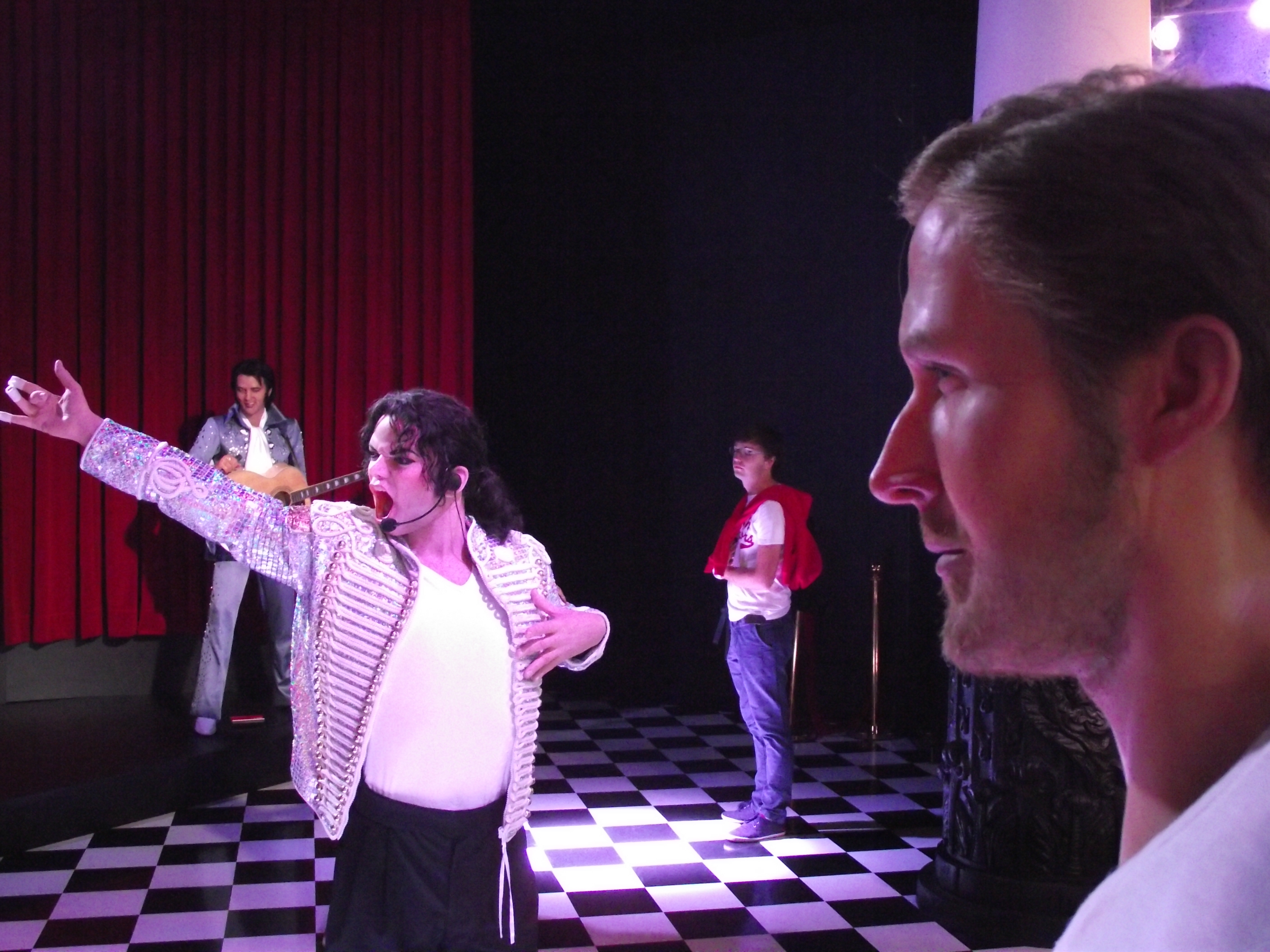
Michael Jackson
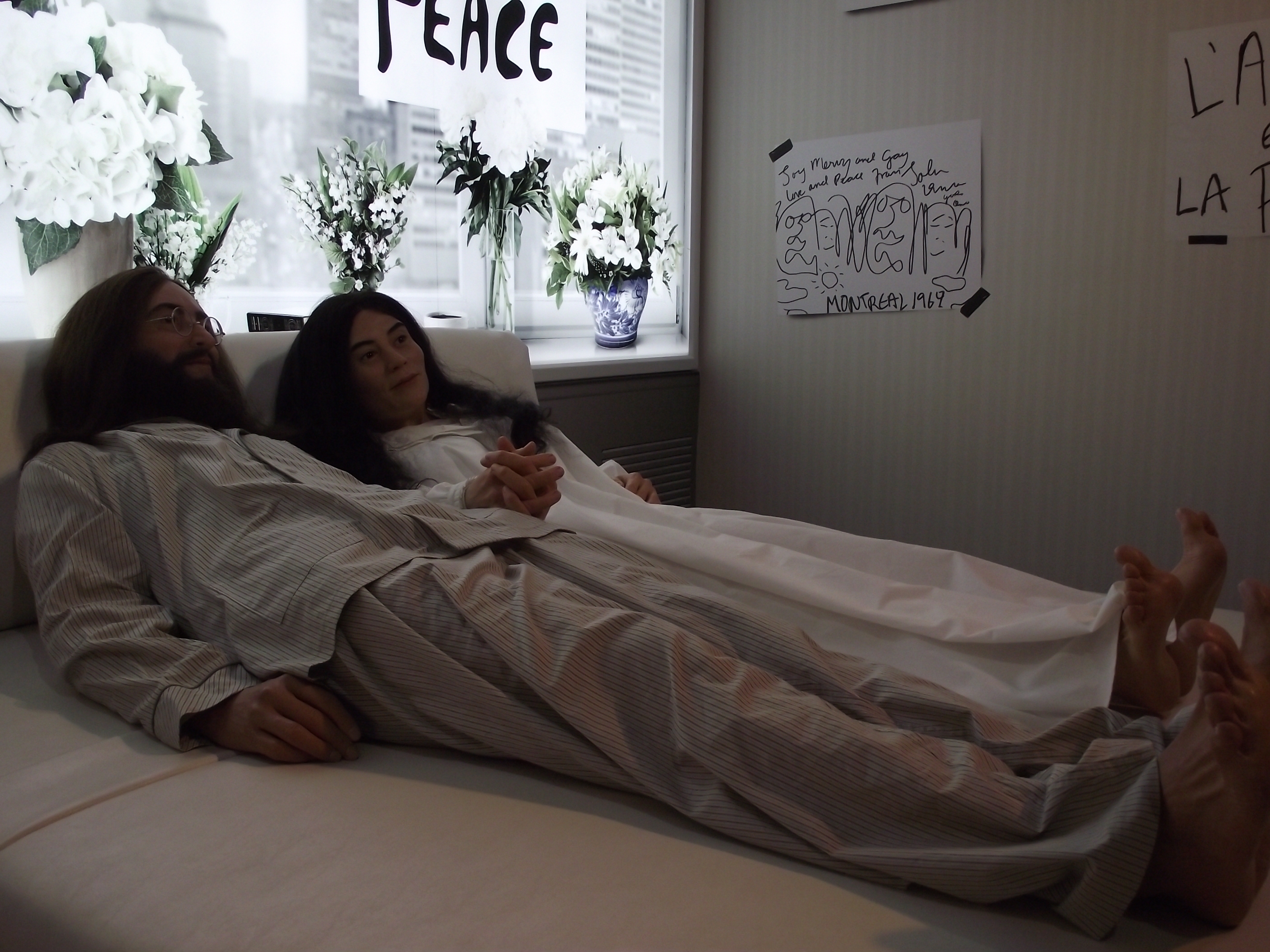
John Lennon en Yoko Ono
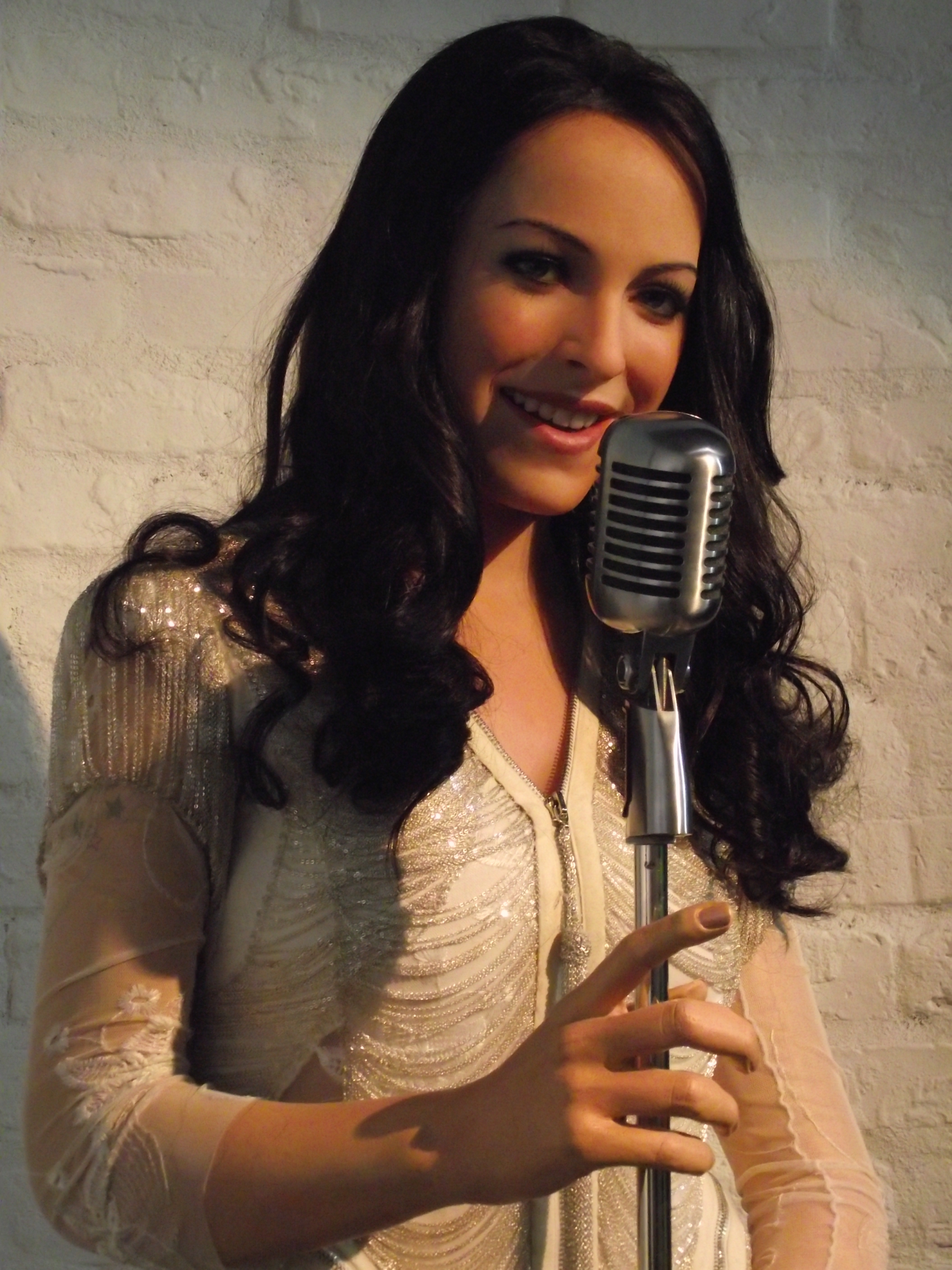
Maria-Mai